# Village olympique de Moscou
Le village olympique de Moscou sert à héberger les athlètes des Jeux olympiques d'été de 1980.

## Historique
Le village olympique des Jeux olympiques d'été de 1980 est au sud-ouest de Moscou, le long de l'avenue Mitchourinski. Il est conçu par l'atelier d'architecture numéro 15 de l'institut de design Mosproekt-1.
Les épreuves de voile se déroulent à Tallinn, où huit hôtels de trois niveaux, soit 276 chambres, hébergent 632 personnes. Bitsa Park héberge 150 personnes dans un hôtel pour les épreuves équestres. Le tournoi de football est également organisé à Kiev, Leningrad et Minsk et les sportifs sont logés dans les hôtels.
À Moscou, s'agit à l'origine d'un terrain vague, situé à une dizaine de kilomètres du stade olympique. Le comité d'organisation travaille avec les architectes municipaux pour créer un nouveau quartier complet, qui soit conforme aux plans de développement de la ville. Les critères de choix du lieu incluent la proximité avec les sites de compétition, mais aussi l'absence de toute activité industrielle, la pureté de l'air et l'abondance de verdure aux alentours. Le comité d'organisation loue le quartier à la ville pour la durée des Jeux. Certains éléments préfabriqués sont utilisés pour la construction afin d'accélérer le processus.
Le village olympique s'étend sur 107 hectares avec 18 immeubles de 16 niveaux séparés en appartements de deux à trois chambres, pouvant héberger environ 14 000 personnes,. Les logements sont concentrés entre les deuxième et quinzième étages : les premiers et derniers étages sont réservés aux bureaux et aux services. Deux blocs de bâtiments sont réservés aux femmes. Les infrastructures incluent un centre sportif avec une piscine et des terrains d'entraînement, une polyclinique, un centre culturel proposant des films et spectacles et un centre rreligieux. Une partie du terrain vague qui borde le village est transformée en parc avec un étang. Un restaurant de 4 000 places réparti en quatre salles est disponible, dont une salle ouverte en continu. Les déplacements au sein du village se font en petit train automobile. Comme à Lake Placid quelques mois plus tôt et en raison du massacre de Munich et de la guerre froide, la sécurité est lourdement armée et très présente.
Les premières délégations arrivent le 27 juin 1980 et les dernières quittent les lieux le 10 août. Après les Jeux olympiques, le quartier devient résidentiel et héberge 10 000 personnes, surtout des notables du parti communistes, mais également quelques simples familles souffrant de la crise du logement. C'est ce qui est annoncé dès début 1980 par le gouvernement, alors que les Jeux de Lake Placid s'apprêtent à prendre place : les Américains organisent un boycott des Jeux pour protester contre les violations des droits humains en URSS, et le gouvernement réplique que son village olympique servira de logement social pour 14 000 familles pauvres plutôt que comme prison. Dans les années 2010, le quartier reste occupé, mais plus pauvre qu'auparavant, avec une forte immigration du Caucase.

## Galerie

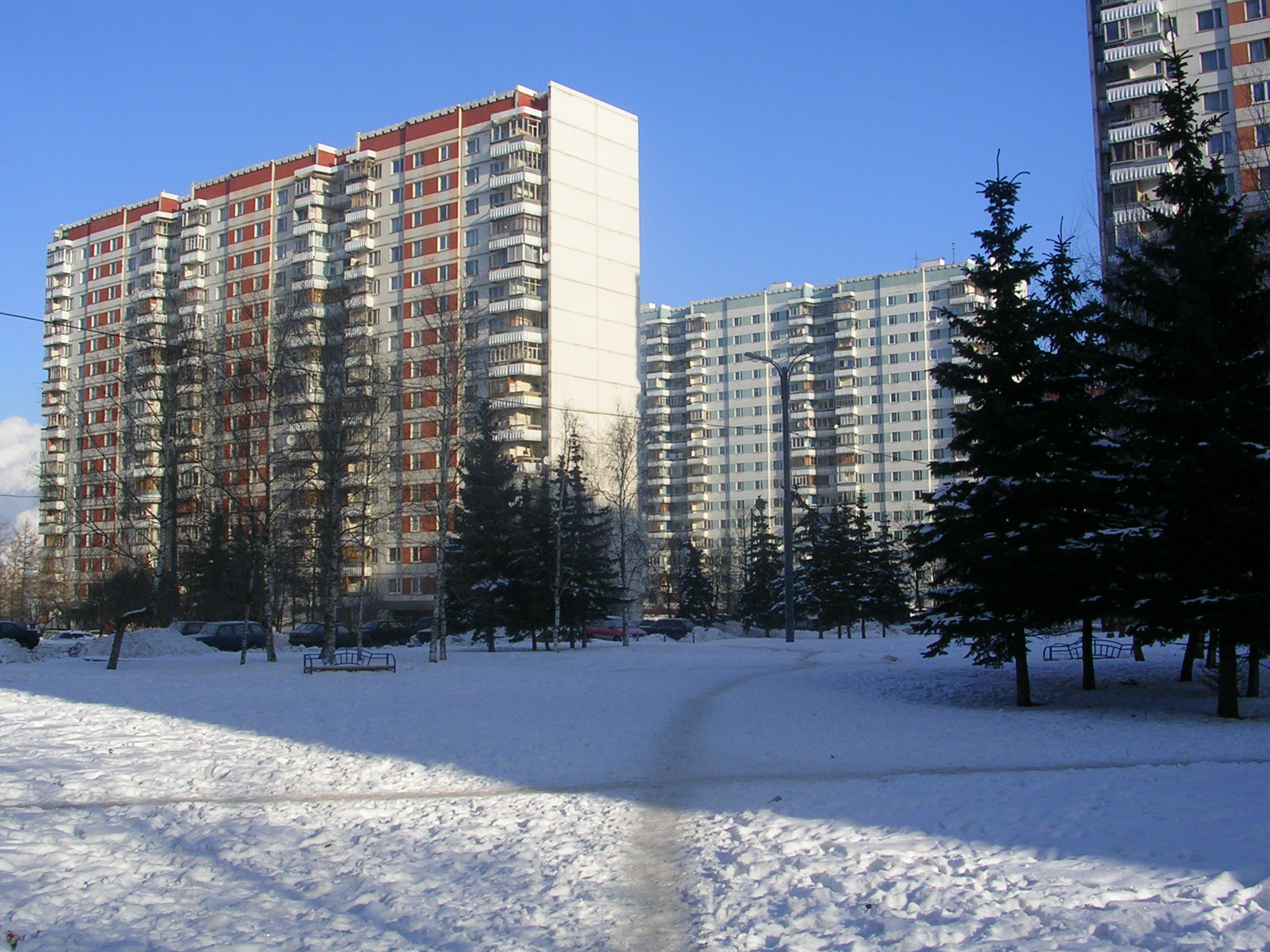
Village olympique à l'hiver 2005.
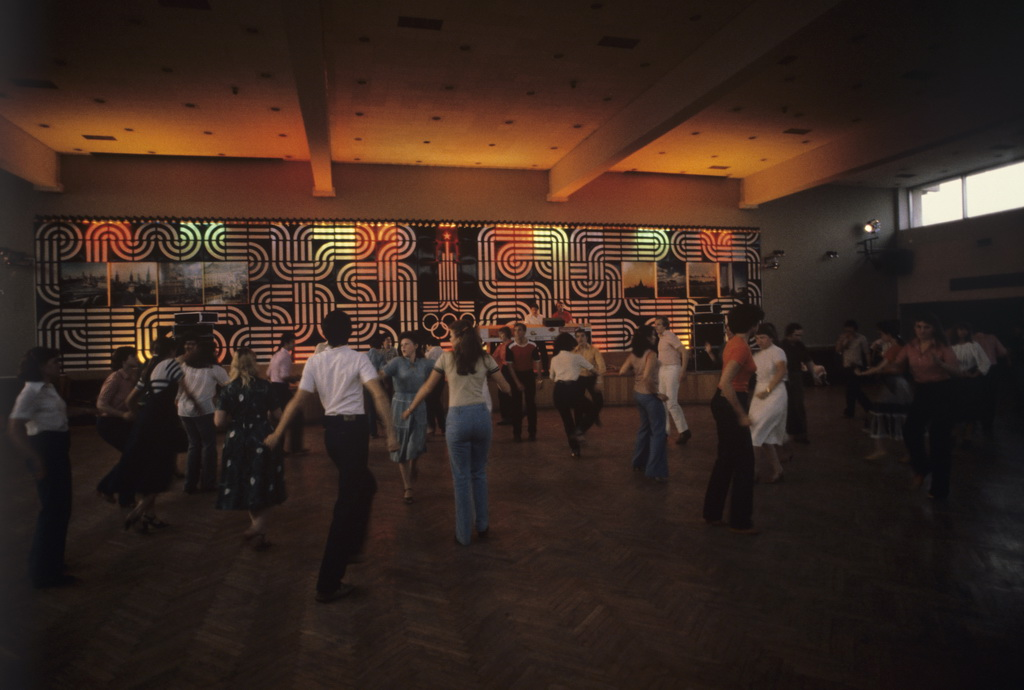
Discothèque du village olympique le 1er août 1980.
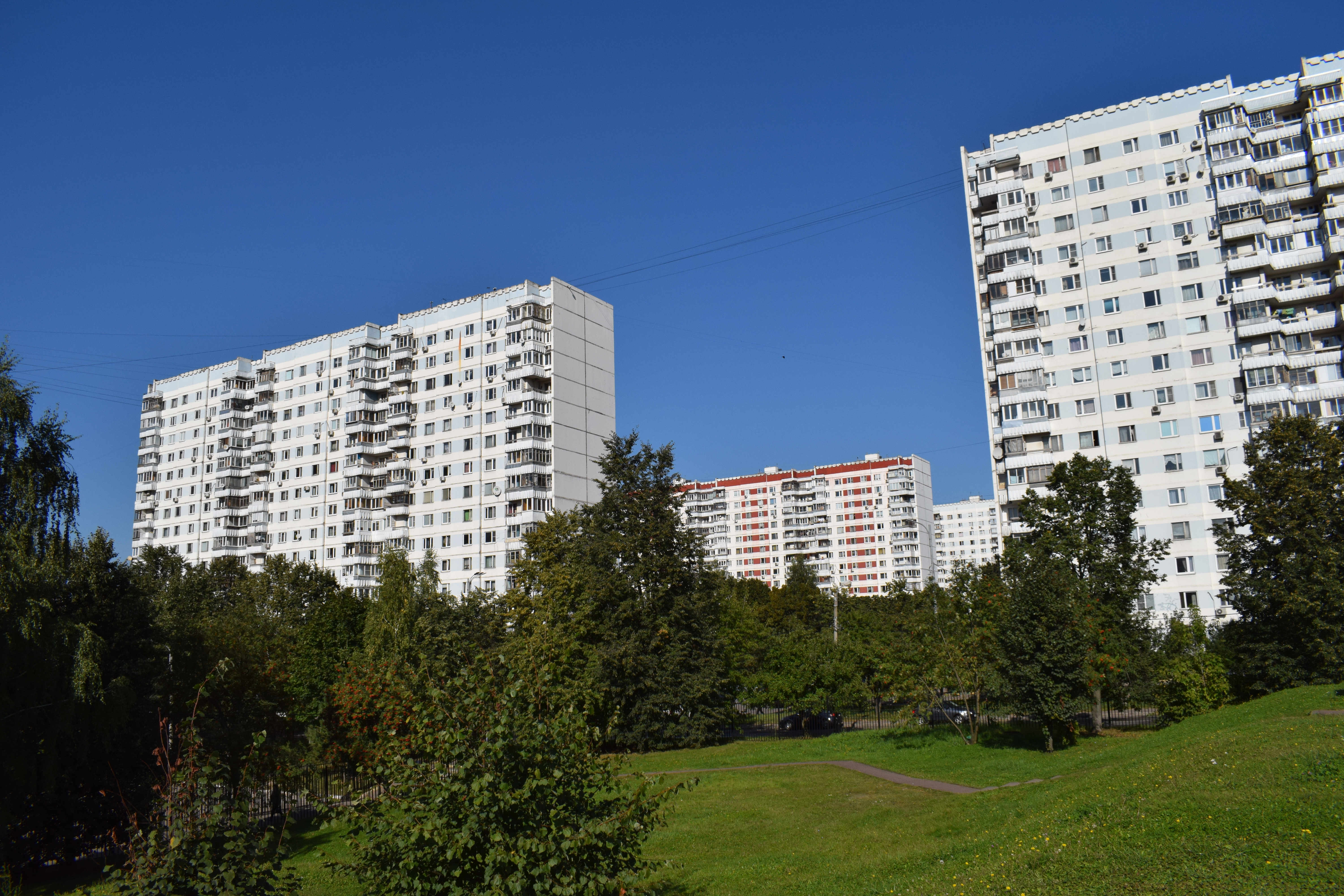
Le village olympique en septembre 2017.
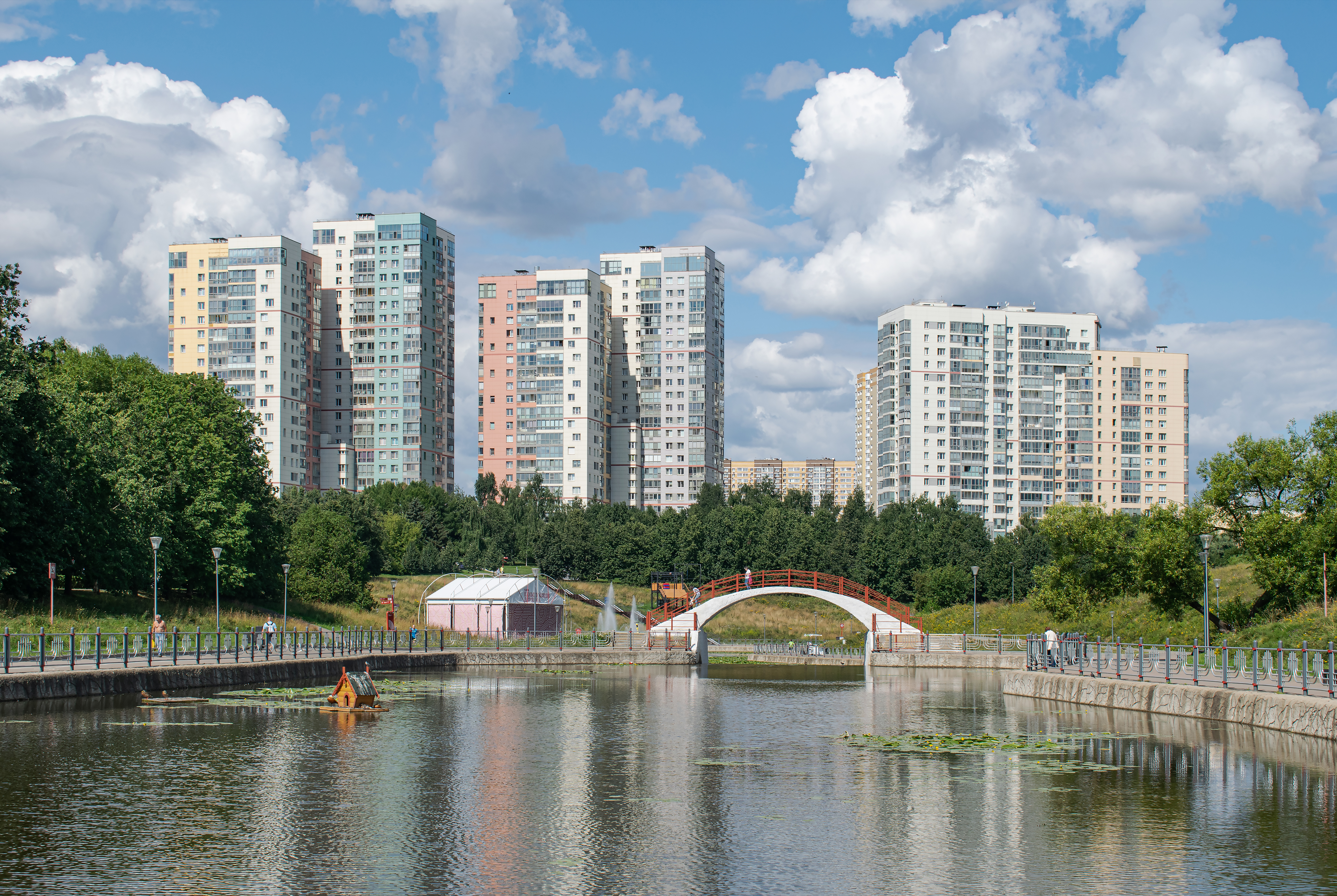
Le parc du village olympique en juillet 2021.